# Biesme (Aisne)
Die Biesme ist ein Fluss in Frankreich, der in der Region Grand Est verläuft. Sie entspringt im Gemeindegebiet von Beaulieu-en-Argonne, entwässert im Oberlauf in westlicher Richtung und wird dort mehrfach aufgestaut. Schließlich wendet sie sich nach Nordwesten, durchquert den Argonner Wald und folgt über eine lange Strecke dem Grenzverlauf zwischen den Départements Meuse und Marne. Im Unterlauf schlägt sie einen Bogen über West nach Südwest und mündet nach insgesamt rund 28 Kilometern bei Saint-Thomas-en-Argonne als rechter Nebenfluss in die Aisne.

## Orte am Fluss
- Futeau
- Les Islettes
- Le Claon
- Lachalade
- Vienne-le-Château

## Sehenswürdigkeiten
- Kloster La Chalade